# Cicatrice
La cicatrice è un tessuto fibroso che si forma per riparare una lesione (patologica o traumatica), ed è dovuta alla proliferazione del derma e dell'epidermide. Le cicatrici non si rimarginano come le ferite normali, ma lasciano un segno sulla pelle.

## Tipi
Nel processo di cicatrizzazione si possono presentare alterazioni: per eccesso (cicatrice ipertrofica) o per difetto (cicatrice atrofica). Alcune sono come delle piastrine gialle e colorite che possono a lungo andare regredire, peggiorare o diventare addirittura nere.
Nella cicatrice ipertrofica, il tessuto si forma in grande quantità rimanendo poi sempre rilevato e dolente.
Nella cicatrice atrofica, il tessuto che si forma è insufficiente e le ferite apparentemente rimarginate talvolta si riaprono. Si presenta soprattutto in soggetti affetti da condizioni patologiche, anemici e astenici.

## Aspetto

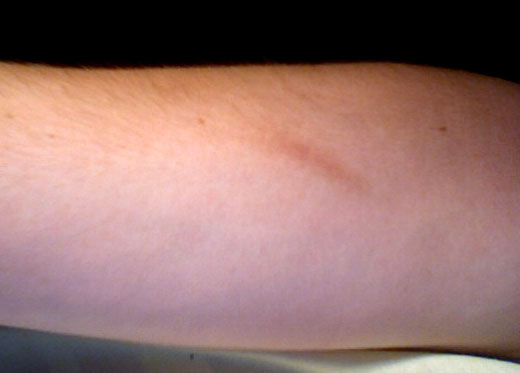
Piccola cicatrice scaturita da una ferita da taglio sull'avambraccio, dopo circa un anno

La cicatrice si mostra liscia, di colorito più chiaro o più scuro rispetto al tessuto circostante.
Non sono presenti né peli, né aperture ghiandolari né solchi cutanei. Rispetto al piano superiore la cicatrice può apparire piana, rilevata o infossata. La sua forma ricalca il processo patologico che l'ha determinata.
Il tessuto cicatriziale non è identico al tessuto che rimpiazza ed è abitualmente di qualità funzionale inferiore. Ad esempio, le cicatrici cutanee sono più sensibili ai raggi ultravioletti, e le ghiandole sudoripare e i follicoli piliferi non si sviluppano sotto una cicatrice; la formazione di cicatrici conseguenti a un infarto del miocardio provoca una perdita di potenza del muscolo cardiaco e aumenta il rischio di arresto cardiaco. Tuttavia, ci sono alcuni tessuti (come ad esempio l'osso) che possono guarire senza deterioramento strutturale o funzionale.
Se le cicatrici sono in punti dove ci sono lembi di pelle liberi (come il gomito) questa non assume nessun colore, e anziché rimanere liscia è leggermente rialzata dal resto della pelle. Sono formate da collagene e rari fibroblasti.

## Terapie
La terapia delle cicatrici varia in rapporto al tipo di cicatrizzazione. È importante distinguere la cicatrice ipertrofica dal cheloide ai fini terapeutici: nel secondo caso è bene evitare l'asportazione chirurgica. In ogni caso l'unica terapia per la cura estetica delle cicatrici è la chirurgia estetica.

## Processo di cicatrizzazione
La pelle isola e protegge l'organismo dagli agenti esterni. In caso di ferita, la cute avvia un fenomeno biologico naturale: la cicatrizzazione.
La cicatrizzazione rappresenta un processo complesso di riparazione durante il quale l'organismo blocca l'emorragia, risana e richiude la ferita. Il tessuto leso quindi si ricostruisce e il danno viene riparato.
La cicatrizzazione si può schematicamente dividere in 3 fasi, caratterizzate da attività cellulari specifiche che portano alla riepitelizzazione cutanea seguendo sequenze cronologiche precise e collegate le une alle altre. Ogni fase è importante.
Fase 1: durata da 2 a 4 giorni.
Innanzitutto si forma un coagulo ad opera delle piastrine che blocca il sanguinamento. Successivamente si innescano una serie di reazioni per difendersi da microbi e corpi estranei, combattendo così le infezioni. Il tessuto necrotico ed eventuali microrganismi patogeni vengono eliminati tramite l'attivazione di cellule specifiche che detergono la ferita. In questa fase si ha anche una contrazione della ferita, che accelera la guarigione in quanto riduce lo spazio che il tessuto neoformato deve occupare.
Fase 2: durata da 10 a 15 giorni.
Si viene a formare il tessuto di granulazione, costituito da macrofagi, fibroblasti e una ricca rete di vasi neoformati. I fibroblasti iniziano a produrre fibre di collagene e di elastina. L'epitelio si forma con un meccanismo di scivolamento delle cellule epiteliali indenni dal trauma. Insieme a questo scivolamento le cellule dell'epitelio iniziano a riprodursi più velocemente. Nello stesso tempo, la ferita si contrae permettendo un riavvicinamento dei bordi fino a una totale chiusura. Questa fase è importante per evitare conseguenze a livello estetico. La cicatrizzazione non è uguale per tutti, in genere più la pelle è scura e la persona è giovane maggiori sono i rischi di una cicatrice antiestetica. Alcune zone del corpo, inoltre, cicatrizzano meno bene di altre (petto, sterno, schiena e articolazioni).
Fase 3: durata da due mesi a due anni.
Durante questa fase si ha una continua formazione e rimodellamento di collagene ed elastina. Anche la neoformazione di vasi aumenta andando a costituire una ricca rete vascolare. La cicatrice continua poi lentamente il suo processo di maturazione e modellamento che può durare fino a due anni.